# Rahat Nusrat Fateh Ali Khan
 (octobre 2017).
Si vous disposez d'ouvrages ou d'articles de référence ou si vous connaissez des sites web de qualité traitant du thème abordé ici, merci de compléter l'article en donnant les références utiles à sa vérifiabilité et en les liant à la section « Notes et références ».
Rahat Nusrat Fateh Ali Khan (راحت نصرت فتح علی خان en ourdou), né le 9 décembre 1974 à Faisalabad au Pakistan, est un chanteur et musicien pakistanais.
Né dans une famille de musiciens traditionnels, fils de Farrukh Fateh Ali Khan, Rahat a été formé par son oncle, Nusrat Fateh Ali Khan, dans l'art de la musique classique et Qawwali. En plus du Qawwali, il joue également des ghazals et d'autres musiques plus légère. Il a effectué de nombreuses tournées au Pakistan, en Inde et partout dans le monde.

## Carrière
Sa première représentation en public était à l'âge de dix ou onze ans, quand il fait le tour du Royaume-Uni avec son oncle en 1985, et interprété des chansons en solo. Lors d'un concert à Birmingham le 27 juillet, 1985, il interprète le solo de ghazal Mukh Tera Sohneya Sharab Nalon Changa Ae. Lors d'un concert au Centre de loisirs à Harrow, en 1985, il a interprété la chanson en solo Gin Gin Taare Lang Gaiyaan Rattaan.

## Enregistrements et contributions internationales
En 2002, il a travaillé sur la bande originale du film Frères du désert (The Four Feathers), en collaboration avec le compositeur américain d'orchestre et la musique de film, James Horner. Toujours en 2002, Rahat est invité par le Derek Trucks Band pour la chanson « Maki Madni » sur leur album A Joyful Noise.
Ses œuvres récentes comprennent chants nationalistes pakistanais tels que Dharti Dharti et Hum Pakistan, et des chansons de films de Bollywood.